# Domenico Fazio
Domenico Fazio (Cerenzia, 20 febbraio 1921 – Como, 16 maggio 1974) è stato un militare italiano con il grado di maresciallo maggiore aiutante presso la Guardia di Finanza, decorato con la medaglia d'oro al valor militare.

## Biografia
Nato a Cerenzia il 20 febbraio 1921, nel 1940 si arruolò nel corpo della Guardia di Finanza.
Prestò servizio presso la Legione Territoriale di Venezia, e nel 1941 fu trasferito a Trieste dove, in conseguenza della guerra, fu mobilitato per la difesa di Fiume.  Il 7 luglio 1943 a Cima Sebreljie, riuscì a mettere in salvo un intero reparto militare in seguito ad un'imboscata tesa dalle truppe armate jugoslave.
Dopo l'armistizio dell'8 settembre 1943, sottrattosi alla cattura da parte di forze nemiche, raggiunse il comando della Brigata della Guardia di Finanza di Cerenzia e fu assegnato alla Legione Territoriale di Messina. Dopo aver frequentato la Scuola Sottoufficiali del Lido di Roma, rientrò a Messina. Promosso brigadiere, nel 1953 fu trasferito alla Legione di Como ed assegnato alla Compagnia comando dove poi ottenne la promozione a maresciallo. Nel 1970 gli fu conferita la qualifica di maresciallo maggiore aiutante.
Si spense a Como il 16 maggio 1974. Nello stesso anno gli venne conferita la medaglia d'oro al valor militare, consegnata alla vedova l'anno successivo, nel 1975.

## Riconoscimenti
Domenico Fazio ha avuto in seguito ulteriori riconoscimenti:
- l'intitolazione di una motovedetta a Chiavari;
- l'intitolazione di una piazza a Catanzaro;
- l'intitolazione di una via a Cerenzia;
- l'intitolazione di una sede dell'ANFI nella caserma Soveria Mannelli di Catanzaro;
- l'intitolazione della caserma della Guardia di Finanza a Cosenza;
- l'intitolazione di un'aula didattica presso la Scuola Allievi Finanzieri di Bari;
- l'intitolazione della Sezione A.N.F.I. di Campobasso.